# ティボー2世 (バル伯)
ティボー2世（フランス語：Thiébaut II, 1221年 - 1291年10月）は、バル伯（在位：1239年 - 1291年）。

## 生涯
ティボー2世はバル伯アンリ2世とフィリッパ・ド・ドルーの息子である。1239年にバロン十字軍の間に父が戦死した時に伯位を継承したが、1240年まで父の死をティボー2世は知らなかった。ティボー2世が若年であったため、母フィリッパが1242年3月17日まで摂政となった。
ティボー2世は1245年にギヨーム2世・ド・ダンピエールとフランドル女伯マルグリット2世の娘ジャンヌと結婚した。2人は1243年5月3日に婚約し、その2年後の1245年3月または8月31日に結婚した。短い結婚生活で子供は生まれなかった。その翌年の1246年、ティボー2世はトゥシー、サン＝ファルゴーおよびピュイゼの領主ジャンとエマ・ド・ラヴァルの娘ジャンヌと再婚した。

## 子女
ジャンヌ・ド・トゥシーとの間に以下の子女をもうけた。
- アンリ3世（1259年 - 1302年） - バル伯、エリナー・オブ・イングランドと結婚した[4]。
- ジャン - ドルー伯ロベール4世とベアトリス・ド・モンフォールの娘ジャンヌと結婚
- シャルル - 早世
- ティボー（1260年頃 - 1312年） - 1296年よりメッツ司教、1302年よりリエージュ司教。1312年5月26日にローマで戦死し、サン・ピエトロ大聖堂に埋葬された。
- ルノー（1316年没） - ランス、ボーヴェー、カンブレー、ランおよびヴェルダンの律修司祭、ブリュッセルおよびブザンソンの助祭長。1302年よりメッツ司教[3]。毒殺された。
- エラール（1262年頃 - 1335年頃） - 1292年まで修道士となり、1302年までピエルポンおよびアンセルヴィルの領主となった。ロレーヌ公ティボー2世とイザベル・ド・ルミニーの娘イザベルと結婚し[4]、6子をもうけた。
- ピエール - 1300年にピエルポン領主[4]、1326/34年にベッティンゲン領主（Herr zu Bettingen/seigneur de Bettingen）となった。最初にロンウィおよびパニーの領主ユーグ5世・ド・ヴィエンヌ（イザベル・ド・ブルゴーニュの孫）の娘ジャンヌと結婚し、4子をもうけた。2度目にエレオノール・ド・ポワティエ＝ヴァランティノワと結婚した[4]。
- フィリッパ - ブルゴーニュ伯オトン4世と結婚
- アリス - ロレーヌ公フェリー3世の息子ボールガール領主マチューと結婚
- マリー - アスプルモン領主ゴベールと結婚
- イザベル
- ヨランド
- マルグリット - ヴェルダンのサン＝モール女子修道院長[3]
- フィリップ
- アンリエット